# Jauja
För andra betydelser, se Jauja (olika betydelser).

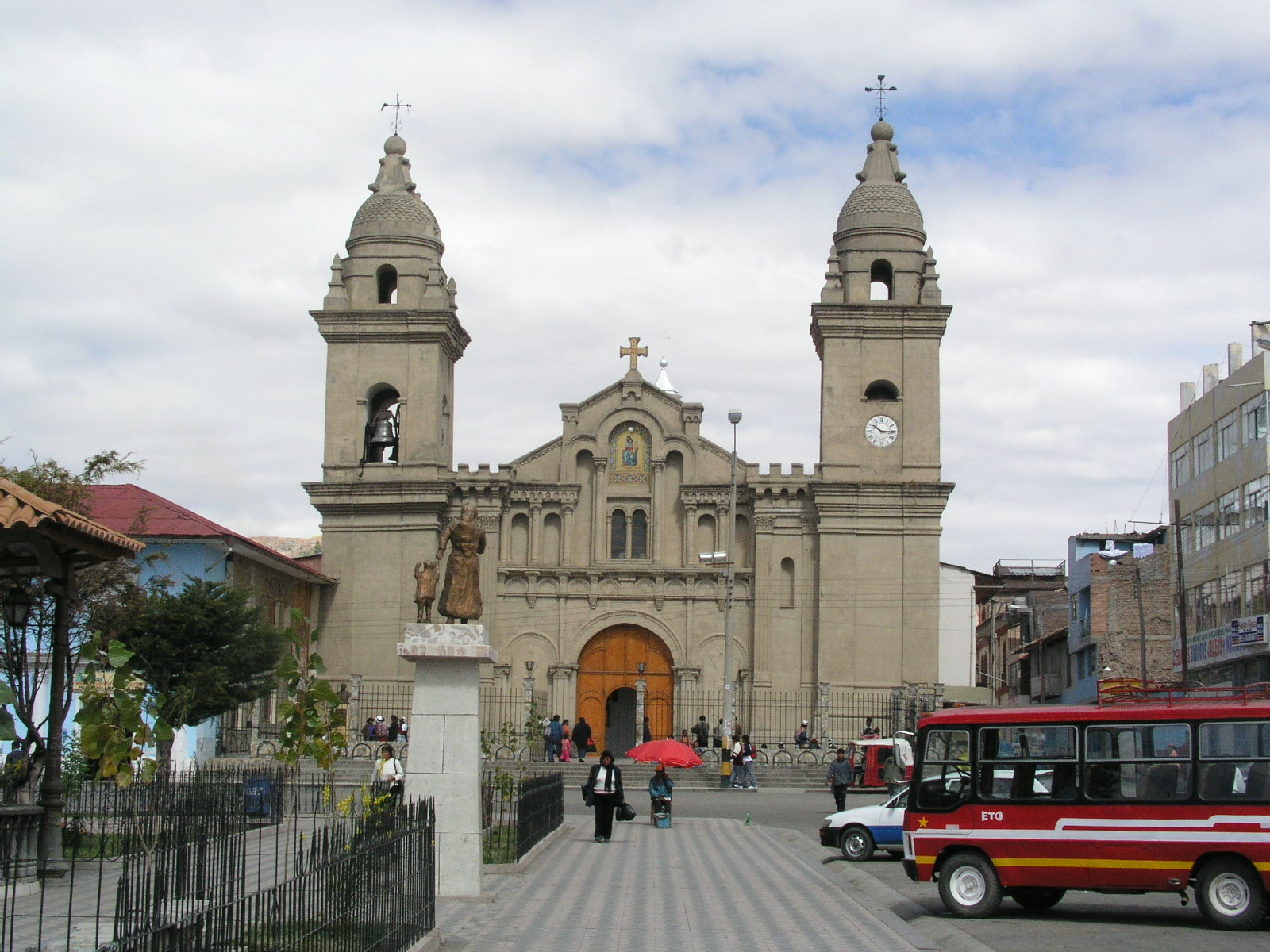
Jaujas katedral var den första katedral som, på order av Francisco Pizarro, spanjorerna byggde i Peru.

Jauja är en stad i centrala delen av Peru, och är administrativ huvudort för en provins med samma namn. Folkmängden uppgick till 15 432 invånare 2015. Staden är belägen i den bördiga Mantarodalen, 45 kilometer norr om Huancayo (huvudort i Juníndepartementet), på en höjd av 3 400 m ö.h.
Efter att spanjorerna fullbordat erövringen av Peru genom inta Cusco år 1533 grundade conquistadoren Francisco Pizarro staden Jauja som en provisorisk huvudstad i april 1534. Jaujas betydelse minskades dock kraftigt 1535 då Pizarro grundade den nya huvudstaden Lima.
Jauja har blivit passerad av Huancayo som regionens kommersiella centrum de senaste åren. Staden har dock lyckats behålla mycket av sin koloniala charm.

## Tierra de Jauja
På spanska är uttrycket "tierra de Jauja" (trakten Jauja) ett uttryck för ett lyckoland, med bördig jord och inga bekymmer med arbete för att få mat. Uttrycket uppkom genom den beskrivning som Pizarro lämnade över trakten runt Jauja. Temat behandlades utförligt på teaterscenerna under slutet av 1500-talet och under 1600-talet.

## Precolumbiansk historia
På den plats där staden Jauja nu ligger fanns det mänskliga bosättningar från pre-inkatiden av Huancakulturen. Området införlivades med Inkariket under Inkan Pachakutiqs expansion. Muntlig tradition har räddat historien om den massaker som inkans styrkor under ledning av den blivande inkan Capac Yupanqui tillfogade Huancas som gjorde motstånd. Enligt legenden beordrade inkan stympning av båda händerna för alla män och stympning av höger hand för alla kvinnor. Denna händelse ägde rum i Maquinhuayo pampa (nuvarande Muquiyauyo), bara fem kilometer söder om den nuvarande staden Jauja.
Llacta av Hatun Xauxa grundades efter fallet av citadellet Tunanmarca (Siquillapucara) ungefär 1465 av Túpac Yupanqui och fungerade som administrativt centrum, eftersom det var ett av de viktigaste befolkningscentra efter Cusco. På inkans befallning byggdes ett kungligt palats i den övre delen staden, ett kvarter för Inkahovet, ett acllahuasi, ett tempel tillägnat solguden Inti.

## Kommunikationer
Jauja har förbindelse med Lima via Carretera Central; (Lima - La Oroya - Jauja). På samma sätt kommunicerar Jauja med Selva Central medelst landsvägen Jauja – Tarma.
Jaujas flygplats Francisco Carlé erkändes officiellt 1995. Den förvaltas av CORPAC och betjänar dagliga kommersiella flygningar från företagen LATAM Perú och Sky Airline Perú.